# كأس السوبر الكويتي 2010
كأس السوبر الكويتي 2010 هي مباراة أقيمت في 16 أغسطس 2010 بين نادي الكويت ونادي القادسية. المباراة تجمع بين بطل الدوري الكويتي وبطل كأس الأمير الكويتي، وتعتبر المباراة هي بداية انطلاق الموسم الكروي الكويتي لعام 2010 وهو ثالث سوبر كرة قدم يقام في الكويت وفاز بها نادي الكويت بنتيجة ثلاث أهداف مقابل هدف.

## المباراة
| نادي الكويت الكويتي                              | 3 – 1 | نادي القادسية الكويتي |
| ------------------------------------------------ | ----- | --------------------- |
| جيري كاريكا 11' · جيري كاريكا 25' · وليد علي 43' |       | بدر المطوع 98'        |

## البطل
| كأس السوبر الكويتي 2010 |
| ----------------------- |
| الكويت اللقب الأول      |
| Logo                    |